# 31570 Conjat
31570 Conjat è un asteroide della fascia principale. Scoperto nel 1999, presenta un'orbita caratterizzata da un semiasse maggiore pari a 2,566455 UA e da un'eccentricità di 0,179730, inclinata di 1,954220° rispetto all'eclittica. Ha un diametro di 7,435 km. Ha un periodo di rotazione di 3,514 ore.